# Invasori e invasati
Invasori e invasati (Gods and Golems) è un'antologia di racconti di fantascienza di Lester del Rey pubblicata nel 1974.

## Racconti
- Mia è la vendetta (Vengeance is Mine, 1964).
- Superstizione (Superstition, 1954).
- Gli invasori (Life Watch, 1954).
- Non avrai altro popolo (For I am a Jealous People, 1954).
- Inseguimento (Pursuit, 1952), Non presente nell'edizione italiana dell'antologia.

### Mia è la vendetta
Dopo lo scoppio di una guerra, la razza umana viene sterminata. Un robot decide di scoprire chi sia il colpevole di tale fine. Scoprendo che la razza umana ha sterminato se stessa.

### Superstizione
Durante un viaggio interstellare una navetta, cade su un non ben precisato pianeta. Col tempo i naufraghi scoprono che gli abitanti, possiedono grandi poteri mentali.

### Gli invasori
Viene creata una task force per scoprire i cyborg che si nascondono tra gli umani, per sterminarli. Uno di loro, creato troppo umano, decide di disertare il suo compito e aiuta gli umani nella loro opera di difesa.

### Non avrai altro popolo
Un'invasione aliena porta morte e distruzione sul pianeta Terra. Durante tale invasione, si scopre che gli alieni sono stati emanati da un precedente patto biblico.

## Edizioni
- Lester Del Rey, Invasori e invasati, collana Urania Collezione n° 653, Cles, Arnoldo Mondadori, 1974.